# The Trees so High
The Trees so High is een van de weinige composities van Patrick Hadley. Zij is in 1931 gecomponeerd voor bariton, koor en orkest.
Het werk is geschreven als een symfonie en de componist heeft het ook voor een korte tijd zijn Symfonie in a mineur genoemd. Later hield hij het op een symfonische ballade en schaart zich daarmee bij Das klagende Lied van Gustav Mahler. Hadley baseerde zich in dit werk op de cyclus van de jaargetijden (lente-zomer-herfst-winter), maar vertaalde dat ook naar het persoonlijke; een levenscyclus geboorte/jeugd-trouwen-kinderen krijgen-sterven.
De compositie heeft dan ook vier delen:
1. Adagio;
2. Andante tranquillo;
3. Vivace;
4. Adagio - The Trees so high.

Het vertelt het verhaal van een jongeling die te snel moet opgroeien en voordat hij volwassen is als in het huwelijk treedt (geen uitzondering in die tijd). De eerste drie delen zijn instrumentaal; de solist en koor zingen met begeleiding dan wel a capella in deel 4. De muziek is gebaseerd op een thema van een Engels volksliedje; het thema komt steeds terug. De compositie is licht van instrumentatie en romantisch, maar krijgt een wending als in deel 4 het klokgelui bij de trouwerij klinkt; echt somber of melodramatisch wordt het nergens. In het gedicht van deel 4 een korte omschrijving van het gebeurde:
At the age of sixteen
He was a married man.
At the age of seventeen
He was the father of a son
At the age of eightteen, my love.
His grave is was a-growing green.
De compositie duurt ongeveer 35 minuten. De première (10 juni 1932) werd verzorgd door het koor en orkest van Cambridge University, alhoewel het werk daarvoor waarschijnlijk te moeilijk was. De eerste uitvoering door een beroepsorkest stond onder leiding van Adrian Boult (1934).  